# 冷凍保護劑
冷凍保護劑（英語：cryoprotectant），是一种用于保护生物组织免於因冷凍而受损害（即由於冰晶形成的損害）的物質。極地的昆虫、鱼和两栖动物也能自行创造冷冻保护劑（如防冻液化合物和防冻液蛋白质等），來減少冬季冰凍下對牠們身體的損害。冷凍保護劑也用在保存生命體及食物。

## 机制
冷凍保護劑通过在细胞中增加溶质的浓度。然而，要令此在生命體中可行，它们必须容易渗透，并且對细胞而言不含毒性。许多冷冻保护剂在取代水分子时还通过与生物分子形成氢键发挥作用。由于形成更强的氢键，用重水代替普通水可以增强冷冻保护剂的效果。 